# Levodopa
A Levodopa ou L-DOPA é um fármaco do grupo dos antiparkinsónicos, que é usado no tratamento das síndromes parkinsonianas; e na ambliopia irreversível.

## Usos clínicos
Tratamento de escolha da Doença de Parkinson, particularmente nos seus estágios intermediários, e droga de escolha em pacientes parkinsonianos acima de 65 anos de idade, devendo ser relegado a último plano, ao menos que seja a vontade do paciente em pessoas abaixo dos 65 anos de idade, pelo risco de desenvolvimento de discinesias graves e incapacitantes.
Estudos recentes (Gottlob e Stangler-Zuschrott), comprovam a eficácia da Levedopa associada à Carbidopa no tratamento da Ambliopia, principalmente nos casos de Ambliopia irreversível, considerada anteriormente sem tratatamento.

## Mecanismo de ação
A síndrome de Parkinson caracteriza-se pelo déficit de dopamina nas vias nigro-estriatais do cérebro. A L-dopa é transformada em dopamina pela enzima dopa-descarboxilase, que existe periférica e centralmente. A L-dopa é combinada com um inibidor da dopa-descarboxilase para evitar os efeitos periféricos. A dopamina não passa a barreira hemato-encefálica portanto não pode ser administrada. A levodopa ultrapassa essa barreira e é rapidamente descarboxilada por enzimas em dopamina. O déficit de dopamina é assim corrigido, mas de forma inespecífica (toda a área é inundada e não apenas as sinapses deficientes).Assim, tal administração melhora o quadro clínico, mas não cura a doença. Suplementos de vitamina B6 são co-enzimas para a dopa-descarboxilase e portanto devem ser evitados.

## Administração
Oral.

## Efeitos clinicamente úteis
No doente com Parkinson:
- Melhora o controle muscular e a resposta cognitiva e psíquica

Na Ambliopia:
- Na ambliopia infantil acelera o tratamento oclusivo.
- Na ambliopia irreversível (adulta); concomitantemente com o tratamento oclusivo, apresenta melhora significativa na maioria dos pacientes.

## Efeitos adversos
Cerca de 95% da levodopa é transformada em dopamina por enzimas presentes noutros órgãos. Como a dopamina tem efeitos periféricos há efeitos adversos:
- Hipotensão postural: efeito de vasodilatação nos vasos.
- Taquicardia reativa à hipotensão.
- Náuseas e vômitos: resultado da ativação dos quimiorreceptores cerebrais (zona postrema de controlo emético).
- Aumenta a liberação de hormônio de crescimento.
- Midríase
- Raramente arritmias cardíacas.

No SNC:
- Causa reação on-off, em que os movimentos com tremores são seguidos por movimentos demasiado bruscos (discinesias): devido à estimulação pulsátil de receptores existentes em vias extra nigro-estriatais, como receptores no globo pálido interno.
- Depressão, ansiedade, agitação, insônia, confusão, alucinações e euforia.